# Hitmaka

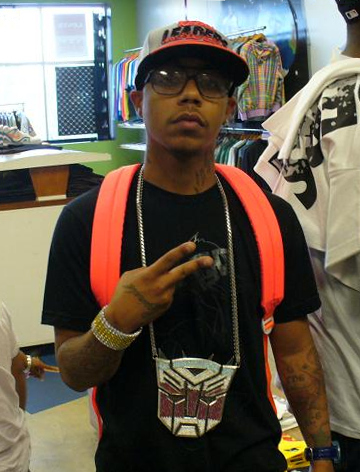
Hitmaka in 2008

Christian J. Ward (Chicago, 9 september 1985), professioneel bekend als Hitmaka, is een Amerikaanse producer en voormalig rapper.
Ward kreeg aanvankelijk een platencontract bij Bloodline Records van de Amerikaanse rapper DMX, onder de artiestennaam Iceberg. Ward zou later tekenen bij Epic Records, waar hij erkenning kreeg als rapper onder de naam Yung Berg, en in april 2007 zijn debuutsingle "Sexy Lady'" van het grote label uitbracht. De single werd uitgebracht ter promotie van zijn debuutalbum Look What You Made Me (2008), waar ook de hits "Sexy Can I" (met Ray J) en "The Business" op stonden; de eerste bereikte nummer 3 in de Billboard Hot 100.